# Vauquois
Vauquois település Franciaországban, Meuse megyében. Lakosainak száma 23 fő (2022. január 1.). Vauquois Aubréville, Avocourt, Boureuilles és Cheppy községekkel határos.

## Népesség
A település népessége az elmúlt években az alábbi módon változott:
| Lakosok száma | 48   | 36   | 28   | 20   | 22   | 19   | 17   | 17   | 19   | 23   |
|               | 1968 | 1982 | 1990 | 2006 | 2013 | 2015 | 2017 | 2019 | 2020 | 2022 |